# Ꜳ
Ꜳ, ꜳ (лигатура AA) — буква расширенной латиницы. Является лигатурой двух букв латиницы A.

## Использование
Использовалась в старонорвежском языке. Обозначала долгий звук [aː].
Надстрочная капительная форма буквы (𐞀) используется в символах качества голоса для обозначения черпаловидно-надгортанной фонации.

## Кодировка
Заглавная и строчная формы буквы были закодированы в блоке Юникода «Расширенная латиница — D» (англ. Latin Extended-D) в версии 5.1 (апрель 2008) под кодами U+A732 и U+A733 соответственно.
Надстрочная капительная форма буквы была закодирована в блоке Юникода «Расширенная латиница — F» (англ. Latin Extended-F) в версии 14.0, вышедшей 14 сентября 2021 года, под кодом U+10780.